# Vladímir Makéi
Vladímir Vladímirovich Makéi (en bielorruso: Уладзі́мір Уладзі́міравіч Маке́й, romanizado: Uladzímir Uladzímiravich Makiéi; Nekrashevichi, RSS de Bielorrusia, Unión Soviética, 5 de agosto de 1958-Minsk, Bielorrusia, 26 de noviembre de 2022) fue un político y diplomático bielorruso que se desempeñó como ministro de Asuntos Exteriores de Bielorrusia desde 2012 hasta su repentina muerte en 2022.

## Biografía

### Infancia y estudios
Vladímir Makéi nació el 5 de agosto de 1958 en la pequeña localidad rural de Nekrashevichi, en el raión de Kareličy, óblast de Grodno (RSS de Bielorrusia). En 1980 se graduó en el Instituto Pedagógico Estatal de Idiomas Extranjeros de Minsk (actual Universidad Estatal Lingüística de Minsk). Después de completar sus estudios sirvió en las Fuerzas Armadas Soviéticas y, después de la disolución de la Unión Soviética, en las Fuerzas Armadas de Bielorrusia. Se retiró del ejército en 1993 con el rango de coronel. Ese mismo año se graduó en la Academia Diplomática de Austria. Después de graduarse trabajó en el Ministerio de Exteriores de Bielorrusia como secretario de varios departamentos (Información y Cooperación Humanitaria, Análisis y Previsión, Oficina del Ministro y Servicio Estatal de Protocolo).
Entre 1996 y 1999 trabajó en la embajada de Bielorrusia en Francia como consejero y, al mismo tiempo, representó a Bielorrusia en el Consejo de Europa, en 1999 ocupó el cargo de jefe del departamento de cooperación paneuropea del Ministerio de Relaciones Exteriores, puesto que ocupó hasta 2000 cuando fue nombrado asistente del presidente bielorruso Aleksandr Lukashenko y, entre 2008 y 2012, fue jefe del Gabinete del Presidente.

### Ministro de Relaciones Exteriores
Desde el 20 de agosto de 2012 se había desempeñado como ministro de Relaciones Exteriores de la República de Bielorrusia (trabajó en los gobiernos de Mijaíl Miasnikóvich, Andréi Kobiakov, Serguéi Rumas y Román Golóvchenko). Tenía el rango diplomático de embajador extraordinario y plenipotenciario.
En enero de 2011, fue incluido en la lista de sancionados de la Unión Europea tras las elecciones presidenciales y las protestas posteriores; sin embargo, la prohibición se levantó un año después de su nombramiento como ministro de exteriores para facilitar los contactos diplomáticos con Bielorrusia.
Durante las protestas en Bielorrusia de 2020-2021, dijo en una reunión en el Ministerio de Relaciones Exteriores que todos los que no estén de acuerdo con la política estatal deben abandonar el ministerio. También prohibió al personal participar en actividades de protesta. Dos empleados que hicieron un piquete con hojas en blanco fueron despedidos en una semana (uno de ellos dijo a los periodistas que fue despedido por «violación grave de sus funciones»).
En febrero de 2021, el exministro de Cultura de la República de Bielorrusia y embajador en Francia, Pável Latushko, acusó a Makéi de hipocresía y dijo que anteriormente había expresado puntos de vista antirrusos frente a diplomáticos europeos y estadounidenses, pero después de las elecciones de 2020 dio un giro radical. Valeri Sajashchik, un exoficial militar bielorruso que sirvió en el Gabinete de Transición Unido declaró que Makéi, aunque había sido «deformado por años de servicio a Lukashenko», era «sin duda alguna una especie de puente con Occidente».
En junio de 2022, fue incluido en la lista de sancionados de Canadá.

### Muerte
El 26 de noviembre de 2022, la agencia de noticias oficial bielorrusa BelTA, informó sobre su repentina muerte en un escueto comunicado «Ha muerto repentinamente el ministro de Exteriores», la persona encargada de informar sobre su muerte fue el portavoz del Ministerio de Exteriores del país, Anatoli Glaz. No se sabía que sufriera ninguna enfermedad crónica y las autoridades bielorrusas no especificaron la causa de su muerte.
Tras su muerte, la portavoz del Ministerio de Exteriores de Rusia, María Zajárova fue la primera en expresar sus condolencias: «Estamos conmocionados por los informes sobre el fallecimiento del ministro de Exteriores de Bielorrusia». Asimismo, la Embajada de Rusia en Bielorrusia, ha recordado «la gran contribución de Makéi al fortalecimiento de las relaciones ruso-bielorrusas, y a la construcción y el desarrollo progresivo del Estado de la Unión».
El 29 de noviembre tuvo lugar la ceremonia de despedida de Vladímir Makéi en la Casa Central de Oficiales en Minsk. El presidente bielorruso, Aleksandr Lukashenko, fue el primero en asistir a la ceremonia, así como la familia de Makéi y los empleados del Ministerio de Asuntos Exteriores. También asistieron el secretario de estado de la Unión de Bielorrusia y Rusia, Dmitri Mezentsev y el secretario seneral de la Organización del Tratado de Seguridad Colectiva (OTSC), Stanislav Zas, el enviado especial del ministro de Relaciones Exteriores y Comercio Exterior de Hungría, Péter Sztáray y el viceministro de Relaciones Exteriores de Rusia, Andréi Rudenko. Fue enterrado en el cementerio Vostóchnoye de Minsk ese mismo día.

## Vida familiar
Se casó dos veces y tuvo tres hijos. En el momento de su muerte estaba casado con la actriz, cantante y presentadora de televisión, Vera Alexándrovna Poliakova.
Además de ruso y bielorruso Makéi hablaba inglés y francés con fluidez.

## Condecoraciones
- Orden de Honor (2006).[22]
- Orden de la Patria de 3.er grado (2018).[23]